# Maburaho
Maburaho (まぶらほ) est une série japonaise de romans illustrés de Toshihiko Tsukiji (ja) publiée du 19 octobre 2001 au 20 mars 2015.
Elle a été adaptée en manga dans le magazine Monthly Dragon Age du 25 décembre 2003 au 25 décembre 2004. Une adaptation en anime de vingt-quatre épisodes réalisée par les studios J.C. Staff a été diffusée entre le 14 octobre 2003 et le 6 avril 2004 sur WOWOW.

## Histoire

### Prologue
Dans une réalité alternative contemporaine où la magie est un élément du quotidien ainsi qu’une aptitude innée pour chaque individu, le quota individuel d’utilisation de cette dernière est prédéterminé à sa naissance et déterminant pour sa place dans la hiérarchie sociale, un magicien qui épuiserait entièrement sa magie se condamnant à disparaître.

### Synopsis
À l’Académie Aoi, établissement japonais élitiste formant les meilleurs magiciens, Kazuki Shikimori est un élève de 17 ans de la classe 2-B à la vie banale, sans succès auprès des filles ainsi que considéré comme inférieur du fait de ses résultats et, surtout, de sa particularité à ne pouvoir utiliser la magie que huit fois en tout et pour tout au cours de son existence, le vouant à être un individu de seconde zone.
Mais alors qu’il se résignait à accepter son sort, trois jeunes et superbes magiciennes de son école (la nouvellement transférée Yūna Miyama ainsi que les populaires Kuriko Kazetsubaki et Rin Kamishiro) bouleversent sans signes avant-coureurs son quotidien en se mettant à lui sauter dessus et le poursuivre de leurs assiduités dans le but d’obtenir ses « gènes » : en effet, bien que ses parents et lui ne semblent pas être une famille extraordinaire, Kazuki découvre qu’il est au contraire le descendant d’une longue lignée de puissants magiciens et qu’il transmettrait cette accumulation latente de potentiel magique (qui serait récessive chez lui) à son futur enfant.
Les plus grandes familles perdant de leurs pouvoirs par manque de « sang neuf », ses gènes deviennent donc un objet de convoitise auprès des condisciples de l’autre sexe.

## Univers

### La magie
Dans l’univers de cette œuvre, le quota d’utilisation possible au cours de l’existence de la magie (魔法, mahō), faculté innée et commune, est prédéterminé dès la naissance et varie en fonction de chaque individu.
Il est acquis que, plus le nombre de sorts magiques est élevé, plus les compétences sont élevées : cependant, si ledit quota magique venait à être épuisé, le corps du magicien mourrait en se transformant en poussière.
De plus, ce nombre est à deux chiffres pour les gens ordinaires (environ 50 de moyenne pour la population mondiale) ; ceux des étudiants de l’Académie Aoi, quant à eux, se situent pour la plupart entre des milliers à des dizaines de milliers (8 000 en moyenne pour l’établissement).

### L’AcadémieAoi
L’Académie Aoi (葵学園, Aoi gakuen) est une école de formation de magiciens d’élite fréquentée par Kazuki Shikimori ainsi que la plupart des autres personnages.
À ce titre, il est le lieu d’intrigue principal.

### Le MMM (Motto Motto Maid‐san)
MMM, pour Motto Motto Maid‐san (MMM / もっともっとメイドさん (ja), Motto Motto Meido‐san, litt. « Toujours plus de servantes »), est à la fois une organisation d’amateurs de servantes et un groupe armé dont fait partie Liera Scharnhorst.
Formée à Londres en 1926 par de hauts amateurs craignant la disparition des servantes de la terre, son caractère étant fortement souterrain à ses débuts, elle était par dissimulation active sous un nom japonais, qui était peu répandu à l’époque. Aussi, à l’exception de leurs « maîtres » (ご主人様, goshujin‐sama) tous les membres du MMM sont des femmes, qui après une formation dans des écoles d’arts ménagers à travers le monde sont affectées à chaque compagnie.
Comme mentionné ci‐dessus, une servante du MMM ne fait pas que des tâches ménagères et sa formation est donc essentielle, des combats inter‐unités pouvant survenir selon la situation.

#### Compagnies du MMM
Une compagnie du MMM jure fidélité à son propre maître et agit de concert, mais comme les membres du MMM sont dispersés sur la planète, chaque unité y est aussi répartie : de ce fait, les caractéristiques d’une compagnie ainsi que ses servantes affiliées changent selon les garnisons. À titre d’exception, il existe des unités voyageant à travers le monde, comme la 5e compagnie servante de chasseurs blindés.
De plus, les armes à feu et autres armements diffèrent souvent d’une unité à l’autre — en fonction des goûts du maître qu’elles servent — et ne sont pas normalisées.
Le commandant de chaque compagnie est une servante particulièrement excellente au sein du MMM.

#### Rangs
Des grades sont attribués aux servantes : leur rang est déterminé par leur serre‐tête, dont la couleur remplace l’insigne.

## Anime

### Musique
Les musiques originales de l’adaptation animée sont composées par une collaboration de 4Peace, ou « 4 Peace » (réunion pour l’occasion de Kōichi Korenaga (ja) et Ryō Sakai (ja)), avec Haruki Hiraishi.

#### Génériques
La musique du générique d’ouverture de l’adaptation animée — à partir du second épisode, Koi no mahou (恋のマホウ), ainsi que celle de fermeture (We’d get there someday) — du premier au vingt-troisième épisode, sont interprétées par ICHIKO (ja) (qui prête également sa voix à un personnage tertiaire). Cette dernière est reprise dans l’épisode final par les Trois filles de l’Académie Aoi (葵学園3人娘, Aoi gakuen sannin musume), trio fictif réunissant les comédiennes de doublage principales — Hitomi Nabatame (ja), Yuki Matsuoka et Yuka Inokuchi — dans leur rôle respectif (Yūna Miyama, Kuriko Kazetsubaki et Rin Kamishiro).
La musique de scène du vingtième épisode est, elle aussi, interprétée par les Trois filles de l’Académie Aoi.

#### Bande originale
L’album de la bande originale de l’adaptation animée, répartie en deux volumes, est sorti respectivement les 21 janvier et 24 mars 2004 au Japon. Les musiques originales sont composées par une collaboration de 4Peace, ou « 4 Peace » (réunion pour l’occasion de Kōichi Korenaga (ja) et Ryō Sakai (ja)), avec Haruki Hiraishi.
Albums de ４Peace
MABURAHO
ORIGINAL SOUND TRACK VOL.2
MUSIC BY 4 PEACE
(24 mars 2004)
Le premier volume de la bande originale est sorti le 21 janvier 2004.
| Liste des titres (SCDC‑00322) | Liste des titres (SCDC‑00322)                 | Liste des titres (SCDC‑00322) | Liste des titres (SCDC‑00322) | Liste des titres (SCDC‑00322) | Liste des titres (SCDC‑00322) | Liste des titres (SCDC‑00322) | Liste des titres (SCDC‑00322) | Liste des titres (SCDC‑00322) | Liste des titres (SCDC‑00322) |
| No                            | Titre                                         | Paroles                       | Interprète | Durée                         |                               |                               |                               |                               |                               |
| ----------------------------- | --------------------------------------------- | ----------------------------- | --- | ----------------------------- | ----------------------------- | ----------------------------- | ----------------------------- | ----------------------------- | ----------------------------- |
| 1.                            | Memory of a little girl ‑ theme of yuuna      |                               | Ryō Sakai (musique et instruments) Spectrasonics "Distorted Reality 1 & 2" (échantillons) Spectrasonics "Symphony of Voices" (échantillons vocaux) | 1:45                          |                               |                               |                               |                               |                               |
| 2.                            | I’m kazuki shikimori...                       |                               | Kōichi Korenaga (ja) (musique et instruments) Haruki Hiraishi (musique et programmation)                                                           | 1:32                          |                               |                               |                               |                               |                               |
| 3.                            | 恋のマホウ ‑ TV edit (Koi no mahou ‑ TV edit) | Tomoji Sogawa (ja)            | ICHIKO (ja) (chant et chœurs) Tomoji Sogawa (musique, arrangement et instruments) Shūji Nakamura (guitares)                                        | 1:33                          |                               |                               |                               |                               |                               |
| 4.                            | I’m your wife                                 |                               | Ryō Sakai Spectrasonics "Distorted Reality 1 & 2" Spectrasonics "Symphony of Voices"                                                               | 1:12                          |                               |                               |                               |                               |                               |
| 5.                            | Good morning                                  |                               | Kōichi Korenaga Haruki Hiraishi | 1:34                          |                               |                               |                               |                               |                               |
| 6.                            | Strange thing                                 |                               | Ryō Sakai Spectrasonics "Distorted Reality 1 & 2" Spectrasonics "Symphony of Voices"                                                               | 1:10                          |                               |                               |                               |                               |                               |
| 7.                            | Sexy lady ‑ theme of kuriko                   |                               | Kōichi Korenaga Haruki Hiraishi | 1:37                          |                               |                               |                               |                               |                               |
| 8.                            | Samurai girl ‑ theme of rin                   |                               | Kōichi Korenaga Haruki Hiraishi | 2:02                          |                               |                               |                               |                               |                               |
| 9.                            | Y vs K&R                                      |                               | Kōichi Korenaga Haruki Hiraishi | 1:34                          |                               |                               |                               |                               |                               |
| 10.                           | Mataaaaaari!                                  |                               | Ryō Sakai Spectrasonics "Distorted Reality 1 & 2" Spectrasonics "Symphony of Voices"                                                               | 1:11                          |                               |                               |                               |                               |                               |
| 11.                           | Trouble makers                                |                               | Kōichi Korenaga Haruki Hiraishi | 1:27                          |                               |                               |                               |                               |                               |
| 12.                           | Masquerade costume play show                  |                               | | 1:34                          |                               |                               |                               |                               |                               |
| 13.                           | Magic battle                                  |                               | Kōichi Korenaga Haruki Hiraishi | 1:29                          |                               |                               |                               |                               |                               |
| 14.                           | What’s my identity?                           |                               | Ryō Sakai Spectrasonics "Distorted Reality 1 & 2" Spectrasonics "Symphony of Voices"                                                               | 1:36                          |                               |                               |                               |                               |                               |
| 15.                           | Sad song                                      |                               | Ryō Sakai Spectrasonics "Distorted Reality 1 & 2" Spectrasonics "Symphony of Voices"                                                               | 1:40                          |                               |                               |                               |                               |                               |
| 16.                           | Snow falls ‑ theme of yuuna 2                 |                               | Ryō Sakai Spectrasonics "Distorted Reality 1 & 2" Spectrasonics "Symphony of Voices"                                                               | 2:06                          |                               |                               |                               |                               |                               |
| 17.                           | Peaceful days                                 |                               | Ryō Sakai Spectrasonics "Distorted Reality 1 & 2" Spectrasonics "Symphony of Voices"                                                               | 1:34                          |                               |                               |                               |                               |                               |
| 18.                           | Story out & in                                |                               | Ryō Sakai Spectrasonics "Distorted Reality 1 & 2" Spectrasonics "Symphony of Voices"                                                               | 0:15                          |                               |                               |                               |                               |                               |
| 19.                           | Old friend ‑ theme of chihaya                 |                               | Ryō Sakai Spectrasonics "Distorted Reality 1 & 2" Spectrasonics "Symphony of Voices"                                                               | 2:22                          |                               |                               |                               |                               |                               |
| 20.                           | Mysterious feel                               |                               | Ryō Sakai Spectrasonics "Distorted Reality 1 & 2" Spectrasonics "Symphony of Voices"                                                               | 1:52                          |                               |                               |                               |                               |                               |
| 21.                           | Under cover                                   |                               | Ryō Sakai Spectrasonics "Distorted Reality 1 & 2" Spectrasonics "Symphony of Voices"                                                               | 1:56                          |                               |                               |                               |                               |                               |
| 22.                           | Crisis                                        |                               | Kōichi Korenaga Haruki Hiraishi | 2:04                          |                               |                               |                               |                               |                               |
| 23.                           | Big battle                                    |                               | Kōichi Korenaga Haruki Hiraishi | 1:37                          |                               |                               |                               |                               |                               |
| 24.                           | Secret of power                               |                               | Ryō Sakai Spectrasonics "Distorted Reality 1 & 2" Spectrasonics "Symphony of Voices"                                                               | 1:52                          |                               |                               |                               |                               |                               |
| 25.                           | Honeymoon days                                |                               | Ryō Sakai Spectrasonics "Distorted Reality 1 & 2" Spectrasonics "Symphony of Voices"                                                               | 2:01                          |                               |                               |                               |                               |                               |
| 26.                           | To be continued                               |                               | Ryō Sakai Spectrasonics "Distorted Reality 1 & 2" Spectrasonics "Symphony of Voices"                                                               | 1:02                          |                               |                               |                               |                               |                               |
| 27.                           | We’d get there someday ‑ TV edit              | ICHIKO                        | ICHIKO (musique, chant et chœurs) Tomoji Sogawa (arrangement et instruments) Shūji Nakamura (guitares)                                             | 1:32                          |                               |                               |                               |                               |                               |
| 28.                           | Next maburaho                                 |                               | Kōichi Korenaga Haruki Hiraishi | 0:24                          |                               |                               |                               |                               |                               |
| 43:33                         |                                               |                               | |                               |                               |                               |                               |                               |                               |

Albums de ４Peace
MABURAHO
ORIGINAL SOUND TRACK
— MUSIC BY 4PEACE —
(21 janvier 2004)
Le second volume de la bande originale est sorti le 24 mars 2004.
| Liste des titres (SCDC‑00336) | Liste des titres (SCDC‑00336)   | Liste des titres (SCDC‑00336) | Liste des titres (SCDC‑00336) | Liste des titres (SCDC‑00336) | Liste des titres (SCDC‑00336) | Liste des titres (SCDC‑00336) | Liste des titres (SCDC‑00336) | Liste des titres (SCDC‑00336) | Liste des titres (SCDC‑00336) |
| No                            | Titre                           | Paroles                       | Interprète | Durée                         |                               |                               |                               |                               |                               |
| ----------------------------- | ------------------------------- | ----------------------------- | --- | ----------------------------- | ----------------------------- | ----------------------------- | ----------------------------- | ----------------------------- | ----------------------------- |
| 1.                            | I’m here~Whatever do for you    |                               | Ryō Sakai (ja) (musique et instruments) Spectrasonics "Distorted Reality 1 & 2" (échantillons) Spectrasonics "Symphony of Voices" (échantillons vocaux) | 2:23                          |                               |                               |                               |                               |                               |
| 2.                            | I don’t wanna lose you          |                               | Ryō Sakai Spectrasonics "Distorted Reality 1 & 2" Spectrasonics "Symphony of Voices" | 2:16                          |                               |                               |                               |                               |                               |
| 3.                            | 恋はイヤイヤ (Koi wa iyaiya)    | Harry J                       | Les Trois filles de l’Académie Aoi (Hitomi Nabatame (ja), Yuki Matsuoka et Yuka Inokuchi) (葵学園3人娘（生天目仁美、松岡由貴、猪口有佳）, Aoi gakuen sannin musume [Nabatame Hitomi, Matsuoka Yuki, Inokuchi Yuka]) (chant) Harry J (musique et arrangement) Haruki Hiraishi (programmation) Kōichi Korenaga (ja) (guitares) | 3:03                          |                               |                               |                               |                               |                               |
| 4.                            | Is this a dream?                |                               | Ryō Sakai Spectrasonics "Distorted Reality 1 & 2" Spectrasonics "Symphony of Voices" | 1:40                          |                               |                               |                               |                               |                               |
| 5.                            | I’d be a ghost                  |                               | Kōichi Korenaga (musique et instruments) Haruki Hiraishi (musique et programmation) | 0:54                          |                               |                               |                               |                               |                               |
| 6.                            | Heavy!                          |                               | Kōichi Korenaga (musique et instruments) Haruki Hiraishi (musique et programmation) | 1:50                          |                               |                               |                               |                               |                               |
| 7.                            | Ghost mania ‑ theme of shino    |                               | Ryō Sakai Spectrasonics "Distorted Reality 1 & 2" Spectrasonics "Symphony of Voices" | 2:48                          |                               |                               |                               |                               |                               |
| 8.                            | Nothing to do for you           |                               | Ryō Sakai Spectrasonics "Distorted Reality 1 & 2" Spectrasonics "Symphony of Voices" | 2:16                          |                               |                               |                               |                               |                               |
| 9.                            | Samurai spirit~Serious fight    |                               | Ryō Sakai Spectrasonics "Distorted Reality 1 & 2" Spectrasonics "Symphony of Voices" | 2:35                          |                               |                               |                               |                               |                               |
| 10.                           | Memory of brother               |                               | Ryō Sakai Spectrasonics "Distorted Reality 1 & 2" Spectrasonics "Symphony of Voices" | 1:52                          |                               |                               |                               |                               |                               |
| 11.                           | Good morning 2                  |                               | Kōichi Korenaga (musique et instruments) Haruki Hiraishi (musique et programmation) | 1:28                          |                               |                               |                               |                               |                               |
| 12.                           | Good fellows                    |                               | Ryō Sakai Spectrasonics "Distorted Reality 1 & 2" Spectrasonics "Symphony of Voices" | 1:31                          |                               |                               |                               |                               |                               |
| 13.                           | Out break ‑ theme of 2B         |                               | Kōichi Korenaga (musique et instruments) Haruki Hiraishi (musique et programmation) | 1:37                          |                               |                               |                               |                               |                               |
| 14.                           | Spy game                        |                               | Kōichi Korenaga (musique et instruments) Haruki Hiraishi (musique et programmation) | 1:28                          |                               |                               |                               |                               |                               |
| 15.                           | Training days                   |                               | Ryō Sakai Spectrasonics "Distorted Reality 1 & 2" Spectrasonics "Symphony of Voices" | 2:00                          |                               |                               |                               |                               |                               |
| 16.                           | Big game                        |                               | Ryō Sakai Spectrasonics "Distorted Reality 1 & 2" Spectrasonics "Symphony of Voices" | 1:26                          |                               |                               |                               |                               |                               |
| 17.                           | Very nice day                   |                               | | 1:42                          |                               |                               |                               |                               |                               |
| 18.                           | Whats am i?                     |                               | Kōichi Korenaga (musique et instruments) Haruki Hiraishi (musique et programmation) | 2:00                          |                               |                               |                               |                               |                               |
| 19.                           | Anyone comes                    |                               | Kōichi Korenaga (musique et instruments) Haruki Hiraishi (musique et programmation) | 1:00                          |                               |                               |                               |                               |                               |
| 20.                           | Haunted house                   |                               | Ryō Sakai Spectrasonics "Distorted Reality 1 & 2" Spectrasonics "Symphony of Voices" | 1:38                          |                               |                               |                               |                               |                               |
| 21.                           | Fight again                     |                               | Kōichi Korenaga (musique et instruments) Haruki Hiraishi (musique et programmation) | 1:18                          |                               |                               |                               |                               |                               |
| 22.                           | Meet again ‑ theme of chihaya 2 |                               | | 1:58                          |                               |                               |                               |                               |                               |
| 23.                           | Something happy                 |                               | Ryō Sakai Spectrasonics "Distorted Reality 1 & 2" Spectrasonics "Symphony of Voices" | 1:40                          |                               |                               |                               |                               |                               |
| 24.                           | Dangerous                       |                               | Ryō Sakai Spectrasonics "Distorted Reality 1 & 2" Spectrasonics "Symphony of Voices" | 2:13                          |                               |                               |                               |                               |                               |
| 25.                           | Perfect ghost                   |                               | Ryō Sakai Spectrasonics "Distorted Reality 1 & 2" Spectrasonics "Symphony of Voices" | 1:39                          |                               |                               |                               |                               |                               |
| 26.                           | Power of love ‑ theme of kazuki |                               | Ryō Sakai Spectrasonics "Distorted Reality 1 & 2" Spectrasonics "Symphony of Voices" | 2:37                          |                               |                               |                               |                               |                               |
| 27.                           | Ordinary days                   |                               | Kōichi Korenaga (musique et instruments) Haruki Hiraishi (musique et programmation) | 1:21                          |                               |                               |                               |                               |                               |
| 28.                           | Help!                           |                               | Ryō Sakai Spectrasonics "Distorted Reality 1 & 2" Spectrasonics "Symphony of Voices" | 1:33                          |                               |                               |                               |                               |                               |
| 51:46                         |                                 |                               | |                               |                               |                               |                               |                               |                               |

## Accueil

### Ventes
En décembre 2012, le cumul des ventes de light novel avait dépassé le nombre de 3 400 000 copies.

### Sources
1. ↑  Selon les dires du commandant de compagnie.
2. ↑  Crédits de générique du premier épisode.
3. ↑  Crédits de générique de l’épisode final.
4. ↑  Crédits de générique du dix-septième épisode.
5. ↑  Crédits de générique du second épisode.
6. 1 2 3 4 5 6 7 8 9 10  Écrit différemment selon les visuels de la bande originale éponyme de l’adaptation animée (WOWOWアニメーション「まぶらほ」オリジナルサウンドトラック / MABURAHO（まぶらほ） ORIGINAL SOUND TRACK et WOWOWアニメーション「まぶらほ」オリジナルサウンドトラックVol.2 / MABURAHO（まぶらほ） ORIGINAL SOUND TRACK VOL.2?).
7. ↑  (en) « シリーズ累計発行部数 », sur ラノベニュースオンライン (consulté le 29 octobre 2023)

### Œuvres

#### Édition japonaise
Roman illustré
Maburaho (まぶらほ) — série principale
1. 1 2 3  (ja) « Volume 01 — No Girl No Cry », sur KADOKAWA
2. 1 2 3  (ja) « Volume 01 — No Girl No Cry », sur ファンタジア文庫 (Fantasia Bunko)
3. 1 2 3  (ja) « Volume 02 — Urge Overkill », sur KADOKAWA
4. 1 2 3  (ja) « Volume 02 — Urge Overkill », sur ファンタジア文庫 (Fantasia Bunko)
5. 1 2  (ja) « Volume 03 — Desolation Angels », sur KADOKAWA
6. 1 2  (ja) « Volume 03 — Desolation Angels », sur ファンタジア文庫 (Fantasia Bunko)
7. 1 2  (ja) « Volume 04 — Strange Phenomenon », sur KADOKAWA
8. 1 2  (ja) « Volume 04 — Strange Phenomenon », sur ファンタジア文庫 (Fantasia Bunko)

Maburaho (まぶらほ) — nouvelle
1. 1 2 3  (ja) « Volume 01 — Ningen no maki », sur KADOKAWA
2. 1 2 3  (ja) « Volume 01 — Ningen no maki », sur ファンタジア文庫 (Fantasia Bunko)
3. 1 2 3  (ja) « Volume 02 — Yūrei no maki ‐ Ue », sur KADOKAWA
4. 1 2 3  (ja) « Volume 02 — Yūrei no maki ‐ Ue », sur ファンタジア文庫 (Fantasia Bunko)
5. 1 2 3  (ja) « Volume 03 — Yūrei no maki ‐ Naka », sur KADOKAWA
6. 1 2 3  (ja) « Volume 03 — Yūrei no maki ‐ Naka », sur ファンタジア文庫 (Fantasia Bunko)
7. 1 2 3  (ja) « Volume 04 — Yūrei no maki ‐ Shita », sur KADOKAWA
8. 1 2 3  (ja) « Volume 04 — Yūrei no maki ‐ Shita », sur ファンタジア文庫 (Fantasia Bunko)
9. 1 2 3  (ja) « Volume 05 — Fukkatsu no maki ‐ Higashi », sur KADOKAWA
10. 1 2 3  (ja) « Volume 05 — Fukkatsu no maki ‐ Higashi », sur ファンタジア文庫 (Fantasia Bunko)
11. 1 2 3  (ja) « Volume 06 — Fukkatsu no maki ‐ Tounan », sur KADOKAWA
12. 1 2 3  (ja) « Volume 06 — Fukkatsu no maki ‐ Tounan », sur ファンタジア文庫 (Fantasia Bunko)
13. 1 2 3  (ja) « Volume 07 — Fukkatsu no maki ‐ Minami », sur KADOKAWA
14. 1 2 3  (ja) « Volume 07 — Fukkatsu no maki ‐ Minami », sur ファンタジア文庫 (Fantasia Bunko)
15. 1 2  (ja) « Volume 08 — Fukkatsu no maki ‐ Nansei », sur KADOKAWA
16. 1 2  (ja) « Volume 08 — Fukkatsu no maki ‐ Nansei », sur ファンタジア文庫 (Fantasia Bunko)
17. 1 2  (ja) « Volume 09 — Fukkatsu no maki ‐ Nishi », sur KADOKAWA
18. 1 2  (ja) « Volume 09 — Fukkatsu no maki ‐ Nishi », sur ファンタジア文庫 (Fantasia Bunko)
19. 1 2  (ja) « Volume 10 — Fukkatsu no maki ‐ Seihoku », sur KADOKAWA
20. 1 2  (ja) « Volume 10 — Fukkatsu no maki ‐ Seihoku », sur ファンタジア文庫 (Fantasia Bunko)
21. 1 2  (ja) « Volume 11 — Fukkatsu no maki ‐ Kita », sur KADOKAWA
22. 1 2  (ja) « Volume 11 — Fukkatsu no maki ‐ Kita », sur ファンタジア文庫 (Fantasia Bunko)
23. 1 2  (ja) « Volume 12 — Fukkatsu no maki ‐ Hokutou », sur KADOKAWA
24. 1 2  (ja) « Volume 12 — Fukkatsu no maki ‐ Hokutou », sur ファンタジア文庫 (Fantasia Bunko)
25. 1 2  (ja) « Volume 13 — Jonan no maki ‐ Ichi », sur KADOKAWA
26. 1 2  (ja) « Volume 13 — Jonan no maki ‐ Ichi », sur ファンタジア文庫 (Fantasia Bunko)
27. 1 2  (ja) « Volume 14 — Jonan no maki ‐ Ni », sur KADOKAWA
28. 1 2  (ja) « Volume 14 — Jonan no maki ‐ Ni », sur ファンタジア文庫 (Fantasia Bunko)
29. 1 2  (ja) « Volume 15 — Jonan no maki ‐ San », sur KADOKAWA
30. 1 2  (ja) « Volume 15 — Jonan no maki ‐ San », sur ファンタジア文庫 (Fantasia Bunko)
31. 1 2  (ja) « Volume 16 — Jonan no maki ‐ Yon », sur KADOKAWA
32. 1 2  (ja) « Volume 16 — Jonan no maki ‐ Yon », sur ファンタジア文庫 (Fantasia Bunko)
33. 1 2  (ja) « Volume 17 — Jonan no maki ‐ Go », sur KADOKAWA
34. 1 2  (ja) « Volume 17 — Jonan no maki ‐ Go », sur ファンタジア文庫 (Fantasia Bunko)
35. 1 2  (ja) « Volume 18 — Jonan no maki ‐ Roku », sur KADOKAWA
36. 1 2  (ja) « Volume 18 — Jonan no maki ‐ Roku », sur ファンタジア文庫 (Fantasia Bunko)
37. 1 2  (ja) « Volume 19 — Jonan no maki ‐ Nana », sur KADOKAWA
38. 1 2  (ja) « Volume 19 — Jonan no maki ‐ Nana », sur ファンタジア文庫 (Fantasia Bunko)
39. 1 2  (ja) « Volume 20 — Jonan no maki ‐ Hachi », sur KADOKAWA
40. 1 2  (ja) « Volume 20 — Jonan no maki ‐ Hachi », sur ファンタジア文庫 (Fantasia Bunko)
41. 1 2  (ja) « Volume 21 — Jonan no maki ‐ Kyū », sur KADOKAWA
42. 1 2  (ja) « Volume 21 — Jonan no maki ‐ Kyū », sur ファンタジア文庫 (Fantasia Bunko)
43. 1 2  (ja) « Volume 22 — Jonan no maki ‐ Jū », sur KADOKAWA
44. 1 2  (ja) « Volume 22 — Jonan no maki ‐ Jū », sur ファンタジア文庫 (Fantasia Bunko)

Maburaho (まぶらほ) — histoire secondaire
1. 1 2 3  (ja) « Volume 01 — Maid no maki », sur KADOKAWA
2. 1 2 3  (ja) « Volume 01 — Maid no maki », sur ファンタジア文庫 (Fantasia Bunko)
3. 1 2  (ja) « Volume 02 — Motto Maid no maki », sur KADOKAWA
4. 1 2  (ja) « Volume 02 — Motto Maid no maki », sur ファンタジア文庫 (Fantasia Bunko)
5. 1 2  (ja) « Volume 03 — Motto motto Maid no maki », sur KADOKAWA
6. 1 2  (ja) « Volume 03 — Motto motto Maid no maki », sur ファンタジア文庫 (Fantasia Bunko)
7. 1 2  (ja) « Volume 04 — Sara ni Maid no maki », sur KADOKAWA
8. 1 2  (ja) « Volume 04 — Sara ni Maid no maki », sur ファンタジア文庫 (Fantasia Bunko)
9. 1 2  (ja) « Volume 05 — Mata mata Maid no maki », sur KADOKAWA
10. 1 2  (ja) « Volume 05 — Mata mata Maid no maki », sur ファンタジア文庫 (Fantasia Bunko)
11. 1 2  (ja) « Volume 06 — Saigo no Maid no maki », sur KADOKAWA
12. 1 2  (ja) « Volume 06 — Saigo no Maid no maki », sur ファンタジア文庫 (Fantasia Bunko)

Maburaho (まぶらほ) — histoire supplémentaire
1. 1 2  (ja) « Volume supplémentaire — Rin no maki », sur KADOKAWA
2. 1 2  (ja) « Volume supplémentaire — Rin no maki », sur ファンタジア文庫 (Fantasia Bunko)

Bande dessinée
Maburaho (まぶらほ) — série principale
1. 1 2  (ja) « Tome 01 — Maburaho 1 », sur KADOKAWA
2. 1 2  (ja) « Tome 01 — Maburaho 1 », sur 月刊ドラゴンエイジ (Monthly Dragon Age)
3. 1 2  (ja) « Tome 02 — Maburaho 2 », sur KADOKAWA
4. 1 2  (ja) « Tome 02 — Maburaho 2 », sur 月刊ドラゴンエイジ (Monthly Dragon Age)
5. 1 2  (ja) « Tome 02 (édition limitée) — Genteiban Maburaho 2 », sur KADOKAWA
6. 1 2  (ja) « Tome 02 (édition limitée) — Genteiban Maburaho 2 », sur 月刊ドラゴンエイジ (Monthly Dragon Age)

DRAGON COMICS (ドラゴンコミックス) — anthologie
1. 1 2  (ja) « DRAGON COMICS de Fujimi Shobō — anthologie Maburaho VS Slayers⁉ — Dragon☆All Stars Gekitou‐hen », sur KADOKAWA
2. 1 2  (ja) « DRAGON COMICS de Fujimi Shobō — anthologie Maburaho VS Slayers⁉ — Dragon☆All Stars Gekitou‐hen », sur 月刊ドラゴンエイジ (Monthly Dragon Age)

Maburaho Colorful Comic (まぶらほ Ｃｏｌｏｒｆｕｌ Ｃｏｍｉｃ) — série colorisée
1. 1 2  (ja) « Tome 01 — Maburaho Colorful Comic.1 », sur KADOKAWA
2. 1 2  (ja) « Tome 01 — Maburaho Colorful Comic.1 », sur 月刊ドラゴンエイジ (Monthly Dragon Age)
3. 1 2  (ja) « Tome 02 — Maburaho Colorful Comic.2 », sur KADOKAWA
4. 1 2  (ja) « Tome 02 — Maburaho Colorful Comic.2 », sur 月刊ドラゴンエイジ (Monthly Dragon Age)

Livres connexes
DRAGON MAGAZINE (ドラゴンマガジン) — publication périodique
1. 1 2  (ja) « DRAGON MAGAZINE de Fujimi Shobō — guide dédié SUPER GUIDE! Maburaho », sur KADOKAWA
2. ↑  (ja) « DRAGON MAGAZINE de Fujimi Shobō — numéro Gouka Maburaho “Yūna” Figure furoku! spécial printemps de mai 2004 », sur KADOKAWA
3. ↑  (ja) « DRAGON MAGAZINE de Fujimi Shobō — numéro spécial Maburaho Fanbook de juin 2004 », sur KADOKAWA

MabuSpe — MABURAHO SPECIAL (まぶスペ-MABURAHO SPECIAL（まぶらほスペシャル）) — guide
1. 1 2  (ja) « MabuSpe — MABURAHO SPECIAL de MdN Corporation », sur ホビーリンク・ジャパン (Hobbylink Japan)
2. 1 2  (ja) « MabuSpe — MABURAHO SPECIAL de MdN Corporation », sur Google Livres
3. 1 2  (ja) « MabuSpe — MABURAHO SPECIAL de MdN Corporation », sur HMV (HMV&BOOKS)

E‐JI KOMATSU (ja) ARTWORKS @ MAGICAL MATRIX (駒都えーじ画集@マジカルマトリクス) — recueil illustré
1. 1 2  (ja) « E‐JI KOMATSU ARTWORKS @ MAGICAL MATRIX de ASCII MEDIA WORKS », sur KADOKAWA

Audio
WOWOWアニメーション「まぶらほ」オリジナルサウンドトラック / MABURAHO（まぶらほ） ORIGINAL SOUND TRACK — bande originale de l’adaptation animée
1. 1 2  (ja) « SCDC‑00322 — MABURAHO（まぶらほ） ORIGINAL SOUND TRACK de SCITRON DISCS — premier volume de l’album audio de l’adaptation animée du 21 janvier 2004 », sur VGMdb
2. 1 2  (ja) « SCDC‑00336 — MABURAHO（まぶらほ） ORIGINAL SOUND TRACK VOL.2 de SCITRON DISCS — second volume de l’album audio de l’adaptation animée du 24 mars 2004 », sur VGMdb